# Janaina Tewaney
Janaina Tewaney Mencomo, née le 14 juillet 1984 à Panama, est une femme politique panaméenne, ministre des Relations extérieures du Panama depuis octobre 2022. Auparavant, elle était ministre du gouvernement depuis 2020.

## Carrière
Après une licence en droit et science politique à l'université de Panama en 2006, Janaina Tewaney obtient un master en droit international public à l'université libre de Bruxelles en 2008 puis un master en arbitrage de l'université de Hong Kong en 2015.
En mars 2020, le président du Panama, Laurentino Cortizo la nomme ministre du Gouvernement, après avoir démis l'ancien ministre Carlos Romero après une émeute dans une prison ayant entraîné de nombreuses évasions (dont celle du tueur en série dominicain Gilberto Ventura Ceballos (en)) puis la démission de sa successeure, Sheyla Grajales, au bout de 13 jours. Le 10 octobre 2022, elle est nommée ministre des Affaires étrangères du Panama, en remplacement d'Erika Mouynes.